# ...Continued
| Recensione              | Giudizio |
| ----------------------- | -------- |
| AllMusic                | [ 1 ]    |
| Dizionario del Pop-Rock | [ 2 ]    |

...Continued è il secondo album discografico di Tony Joe White, pubblicato dall'etichetta discografica Monument Records nel dicembre del 1969.
L'album si piazzò al 183º posto della classifica statunitense Billboard 200, mentre il brano contenuto nell'album: Roosevelt and Ira Lee (Night of the Mossacin), raggiunse il quarantaquattresimo posto della classifica Billboard riservata ai singoli (Hot 100).
Nell'album compare anche la canzone, composta dallo stesso Tony Joe White: Rainy Night in Georgia, che sarà portata al successo, nel 1970, dal cantante Brook Benton.

## Tracce
Lato A
Testi e musiche di Tony Joe White.
1. Elements and Things – 5:07 – Registrato nel maggio-agosto del 1969 al Monument Recording Studio di Nashville, TN
2. Roosevelt and Ira Lee (Night of the Mossacin) – 3:05 – Registrato nel maggio 1969 al Monument Recording Studio di Nashville, oppure al Lyn Lou Recording Studio di Memphis, Tennessee
3. Woodpecker – 2:39 – Registrato nel maggio-agosto del 1969 al Monument Recording Studio di Nashville, TN
4. Rainy Night in Georgia – 3:36 – Registrato nel maggio-agosto del 1969 al Monument Recording Studio di Nashville, TN
5. For Le Ann – 3:19 – Registrato nel maggio-agosto del 1969 al Monument Recording Studio di Nashville, TN

Lato B
Testi e musiche di Tony Joe White.
1. Old Man Willis – 3:08 – Registrato nell'agosto del 1969 al Monument Recording Studio di Nashville, TN
2. Woman with Soul – 3:15 – Registrato nel maggio-agosto del 1969 al Monument Recording Studio di Nashville, TN
3. I Want You – 4:50 – Registrato nel maggio-agosto del 1969 al Monument Recording Studio di Nashville, TN
4. I Thought I Knew You Well – 4:10 – Registrato nel maggio-agosto del 1969 al Monument Recording Studio di Nashville, TN
5. The Migrant – 3:26 – Registrato nell'agosto del 1969 al Monument Recording Studio di Nashville, TN

Edizione CD del 1996, pubblicato dalla Warner Bros. Records (9362-46365-2)
Testi e musiche di Tony Joe White, eccetto dove indicato.
1. Elements and Things – 5:12
2. Roosevelt and Ira Lee (Night of the Mossacin) – 3:03
3. Woodpecker – 2:41
4. Rainy Night in Georgia – 3:36
5. For Le Ann – 3:18
6. Old Man Willis – 3:09
7. Woman with Soul – 3:15
8. I Want You – 5:16
9. I Thought I Knew You Well – 4:12
10. The Migrant – 3:25
11. Watching the Trains Go By – 3:04 (Dewey Oldham, Wallace Pennington) – Bonus Track, registrato nel gennaio 1968 al RCA Victor Studio di Nashville, TN
12. Old Man Willis – 3:06 – Bonus Track - Single Version, registrato nel gennaio 1968 al RCA Victor Studio di Nashville, TN

## Musicisti
- Tony Joe White - voce, chitarra, armonica
- Mike Utley - organo
- Tommy McClure - basso
- Sammy Creason - batteria
- James Milhart - batteria

Note aggiuntive
- Billy Swan - produttore
- Bob Beckham - advisor
- Bergen White - arrangiamenti
- Registrazioni effettuate al Monument Recording Studio di Nashville, Tennessee (Stati Uniti) ed al Lyn-Lou Studio di Memphis, Tennessee (Stati Uniti)
- Larry Rogers, Tommy Strong e Mort Thomasson - ingegneri delle registrazioni
- Ken Kim - fotografie e art direction
- Ritchie Yorke - note retrocopertina album[7]